# Krowy, świnie, wojny i czarownice
Krowy, świnie, wojny i czarownice: zagadki kultury (ang. Cows, Pigs, Wars, and Witches: The Riddles of Culture) – książka amerykańskiego antropologa kulturowego Marvina Harrisa opublikowana w 1974. W Polsce po raz pierwszy wydana w 1985 przez Państwowy Instytut Wydawniczy w przekładzie Krystyny Szerer.

## Problematyka

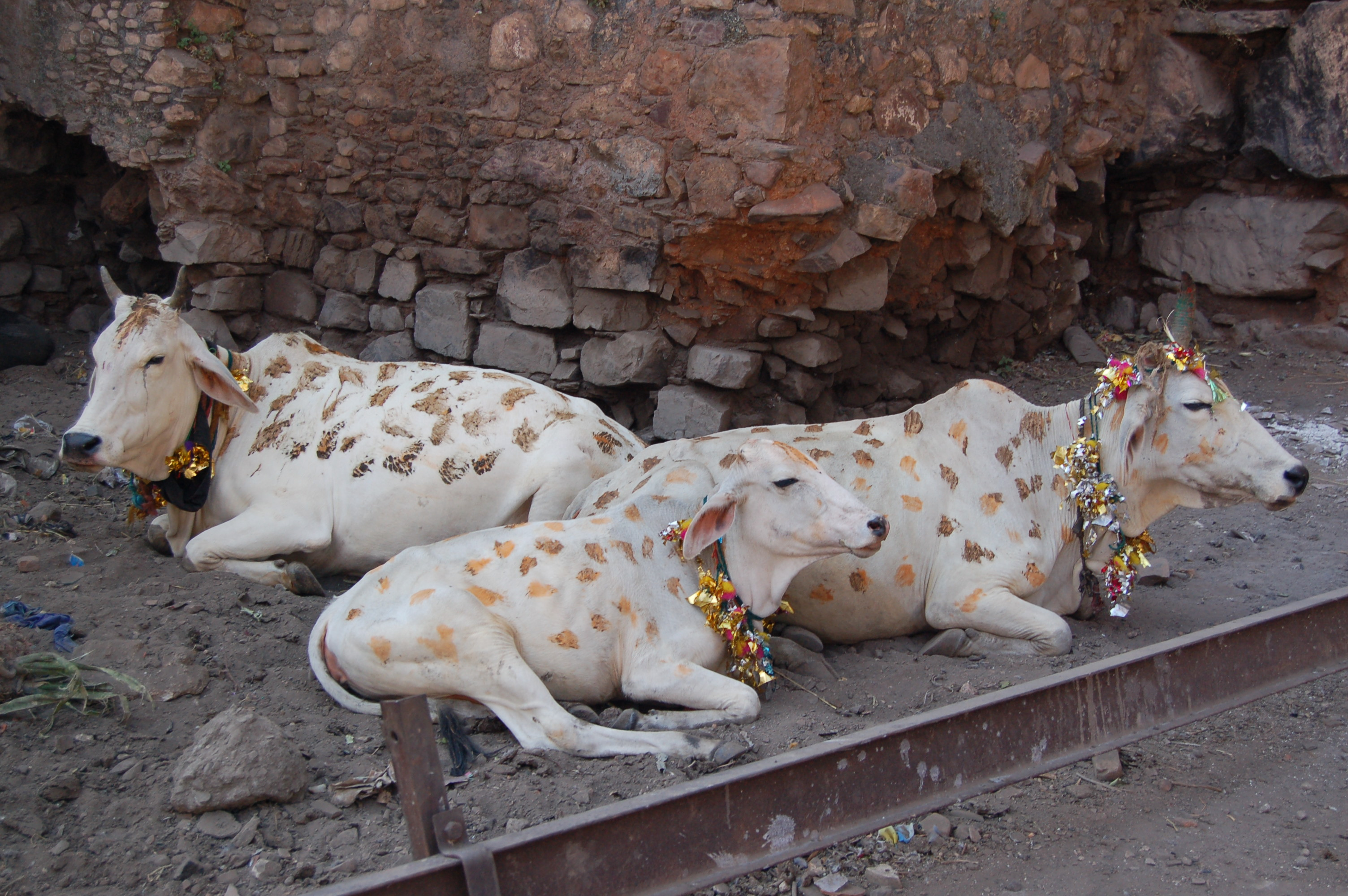
Święte krowy w Indiach

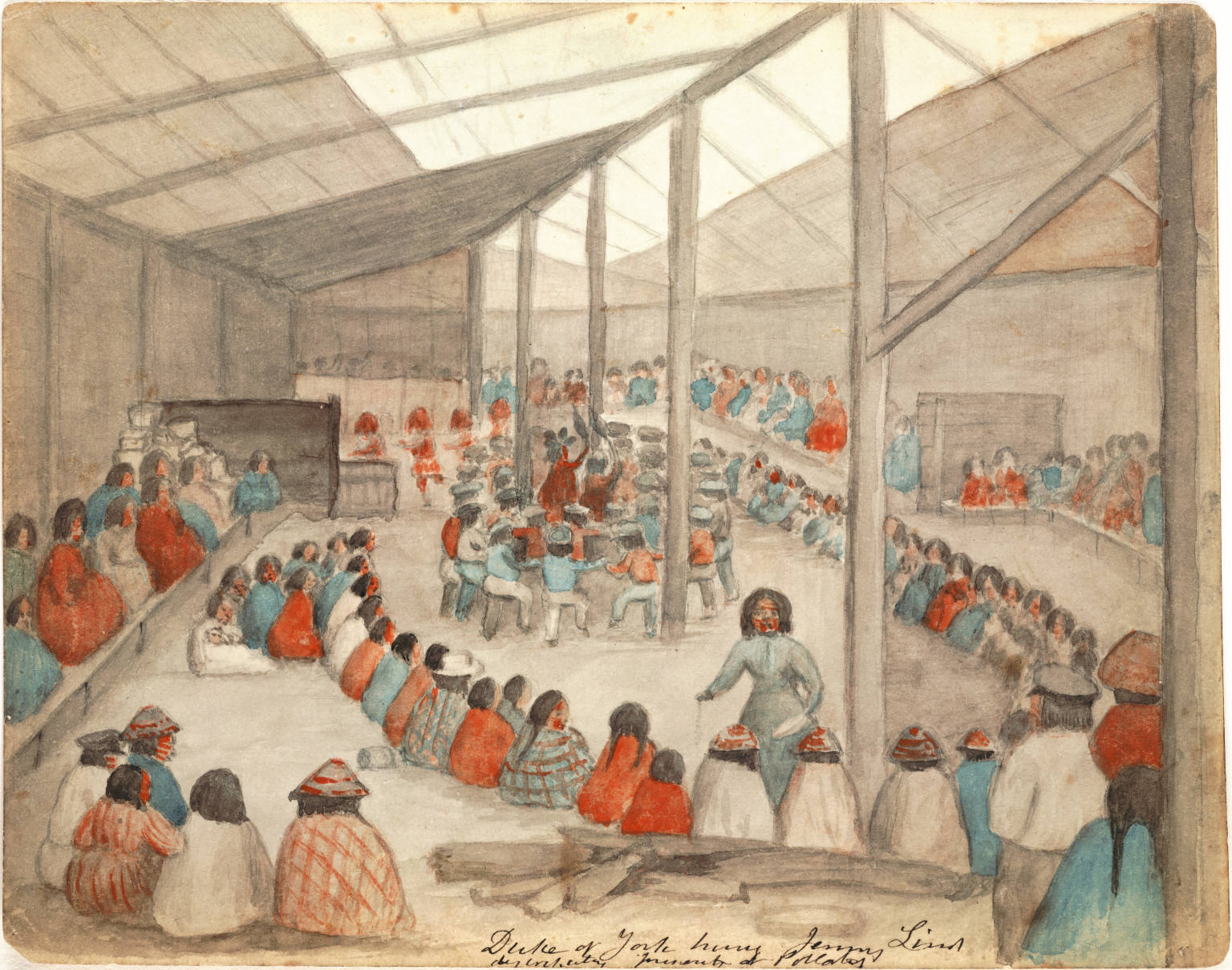
Potlacz u ludu Klallam

Książka jest praktyczną ilustracją stworzonej przez autora koncepcji materializmu kulturowego, zgodnie z którą zachowania i sposób myślenia członków jakiejś społeczności są zdeterminowane przez czynniki środowiska naturalnego, w którym ta społeczność żyje. To, co ludzie uważają za swoje dziedzictwo kulturowe, tak naprawdę jest odpowiedzią na warunki, w jakich dane jest im żyć. Celem istnienia instytucji społecznych jest zapewnienie ludziom przetrwania wobec zagrożenia ze strony czynników środowiskowych, zaś podstawowym kryterium jest efektywność energetyczno-ekonomiczna. 
Harris ilustruje swoją teorię omawiając m.in.: 
- kult świętych krów w Indiach,
- zakaz jedzenia wieprzowiny w judaizmie i islamie,
- okoliczności towarzyszące prowadzeniu wojen,
- ceremonię potlaczu wśród Indian północnoamerykańskich,
- kulty cargo szerzące się na wyspach Oceanu Spokojnego,
- narodziny chrześcijaństwa,
- palenie czarownic w Europie.

Wszystkie te zjawiska według autora mają racjonalne wytłumaczenie ekonomiczne. Dla przykładu, krowy były i są czczone w Indiach, ponieważ żywe są cenniejsze niż martwe. Są między innymi niezbędne w transporcie i rolnictwie, a ich nawóz jest cennym paliwem; pokusę zabijania ich i jedzenia w okresach suszy i głodu najlepiej można było ograniczyć właśnie przez silne religijne tabu. Z kolei świnie na starożytnym Bliskim Wschodzie były bardziej kosztowne niż pożyteczne: po wycięciu lasów nie miały gdzie żerować (w przeciwieństwie do bydła, kóz i owiec) i się chłodzić, zaś sztuczne karmienie oraz dostarczanie wody i cienia przeciążało zasoby mieszkających tam ludów.
Wpływ na teorię Harrisa miała książka Thomasa Malthusa An Essay on the Principle of Population (1798), opisująca relacje pomiędzy przyrostem ludności a poziomem zamożności społeczeństwa oraz teorie Karola Marksa, który umieścił siły wytwórcze u podstaw systemu społecznego. 

## Odbiór książki
Książka była bestsellerem wśród książek naukowych. 
Harris był jednym z czołowych teoretyków antropologii i jednym z najlepiej sprzedających się popularnych autorów swojego pokolenia. Chociaż inspirował pokolenia antropologów, wielu krytyków odrzuciło jego materializm i oskarżyło go o ignorowanie faktów, sprzecznych z jego teorią.